# Turniej o Złoty Kask 1999
Turniej o Złoty Kask 1999 – cykl zawodów żużlowych, organizowanych corocznie przez Polski Związek Motorowy. W finale, rozegranym we Wrocławiu, zwyciężył Jacek Krzyżaniak.

## Finał
- Wrocław, 18 września 1999
- Sędzia: Ryszard Głód

| Msc. | Zawodnik            | Klub           | Pkt   |                |  |
| ---- | ------------------- | -------------- | ----- | -------------- |  |
| 1    | Jacek Krzyżaniak    | Wrocław        | 12    | (0,3,3,3,3)    |  |
| 2    | Robert Sawina       | Gniezno        | 11 +3 | (3,2,1,3,2)    |  |
| 3    | Rafał Dobrucki      | Piła           | 11 +2 | (2,2,2,3,2)    |  |
| 4    | Jacek Gollob        | Piła           | 10    | (3,3,2,2,d)    |  |
| 5    | Rafał Okoniewski    | Gorzów Wlkp.   | 10    | (1,2,3,1,3)    |  |
| 6    | Sebastian Ułamek    | Gdańsk         | 9     | (3,3,d,1,2)    |  |
| 7    | Robert Dados        | Grudziądz      | 9     | (2,3,3,1,d)    |  |
| 8    | Adam Pawliczek      | Rybnik         | 9     | (3,1,1,2,2)    |  |
| 9    | Grzegorz Rempała    | Rzeszów        | 8     | (2,2,3,0,1)    |  |
| 10   | Roman Jankowski     | Leszno         | 7     | (0,0,1,3,3)    |  |
| 11   | Andrzej Huszcza     | Zielona Góra   | 7     | (2,0,2,2,1)    |  |
| 12   | Mariusz Staszewski  | Częstochowa    | 5     | (1,1,2,1,0)    |  |
| 13   | Wiesław Jaguś       | Toruń          | 2     | (1,1,0,d,0)    |  |
| 14   | Sławomir Drabik     | Częstochowa    | 1     | (d,0,1,d,–)    |  |
| 15   | Tomasz Gollob       | Bydgoszcz      | 0     | (u/ns,–,–,–,–) |  |
| 15   | Piotr Protasiewicz  | Bydgoszcz      | 0     | (u/ns,–,–,–,–) |  |
|      | rez. Piotr Świst    | Rzeszów        | 8     | (2,0,2,3,1)    |  |
|      | rez. Zenon Kasprzak | Świętochłowice | 1     | (0,0,0,1)      |  |